# Neobyssosphaeria
Neobyssosphaeria is een monotypisch geslacht van schimmels behorend tot de familie Melanommataceae. De typesoort is Nigrolentilocus africanus.